# Krobów
Krobów [pronunciación en polaco: /ˈkrɔbuf/] es un pueblo ubicado en el distrito administrativo de Gmina Grójec, dentro del condado de Grójec, Voivodato de Mazovia, en el centro-este de Polonia. Se encuentra a unos 4 kilómetros al sureste de Grójec y a 42 kilómetros al sur de Varsovia.